# 名誉宮司
名誉宮司（めいよぐうじ）とは、神社の宮司を務めた者に与えられる名誉職上の職名或いは称号。名誉称号の一種。関連する職名・称号に名誉庁長がある（本項で解説）。

## 名誉宮司

### 名誉称号としての名誉宮司
名誉宮司とは、神社において永年宮司を務めるなど、顕著な功績を有する者が神職を引退する際に後任宮司の推薦に基づいて贈られる称号である。受称者は神社本庁規程に基づき、引退時の身分の服装で神社の祭祀に出席することができる。著名な人物としては、元侍従次長で明治神宮宮司を務めた甘露寺受長、元大宰府天満宮宮司の西高辻信貞、元熊野本宮大社宮司の九鬼宗隆らがいる。

### イメージキャラクターとしての名誉宮司
岡山県岡山市北区番町にある伊勢神社では、マスコットとしての名誉宮司にオス猫の「あいちゃん」が任じられた。

## 名誉庁長

### 都道府県神社庁における名誉庁長
神社本庁が定める名誉職・称号として名誉庁長がある。都道府県神社庁の庁長経験者等を処遇する職として置かれている。生前、神社本庁総長を務めた岡本健治は熱田神宮名誉宮司であり、愛知県神社庁名誉庁長となっているのはその例である。

### 文献資料
- 神社本庁編『神社本庁二十年史』（神社本庁、1966年）

### 報道資料
- 『毎日新聞』2003年6月27日大阪夕刊
- 『読売新聞』1977年6月21日朝刊
- 『読売新聞』1987年2月27日夕刊
- 『読売新聞』1991年1月28日中部朝刊

### インターネット資料
- 名誉宮司は猫の「あいちゃん」　岡山・伊勢神社で参拝者の人気者 - ウェイバックマシン（2016年11月26日アーカイブ分） - 『山陽新聞デジタル』2016年11月25日。